# Konstantin Umanski
Konstantin Aleksandrovici Umanski (în ucraineană Константин Александрович Уманский; în rusă Константин Александрович Уманский; n. 1/14 mai 1902, Mîkolaiiv, gubernia Herson, Imperiul Rus – d. 25 ianuarie 1945, Mexic) a fost un diplomat, editor, jurnalist și artist sovietic.

## Biografie
Umanski, care era evreu, s-a născut în Nikolaev; el a început studiile la Universitatea din Moscova în 1918 și s-a înscris în Partidul Comunist Rus (Bolșevic) în 1919.
În perioada august - octombrie 1922 Umanski a lucrat în cadrul Comisariatului Poporului pentru Afaceri Externe. Avea o mare capacitate de a învăța limbi străine - afirma că este capabil să învețe o limbă nouă într-o lună - și vorbea rusa, franceza, italiana, germana și engleza. A fost încadrat pe postul de corespondent la Agenția Telegrafică a Uniunii Sovietice (ROSTA, mai târziu TASS), călătorind în mai multe locuri din străinătate, inclusiv la Roma, Paris și Geneva. În perioada cât a lucrat pentru ROSTA (1922-1931) au existat zvonuri că ar fi amestecat cariera sa de jurnalist cu prestarea unor servicii de poliție secretă, dar Umanski a refuzat să răspundă la întrebările pe acest subiect, precizând doar: „este sub demnitatea mea să răspund la o asemenea întrebare”. Historical Dictionary of Signals Intelligence îl menționează ca REDAKTOR (NKVD Mexic).
Din 1931 până în 1936, Umanski a lucrat la Departamentul de Presă și Informații al Comisariatului Poporului pentru Afaceri Externe, mai întâi ca director adjunct și ulterior ca director.

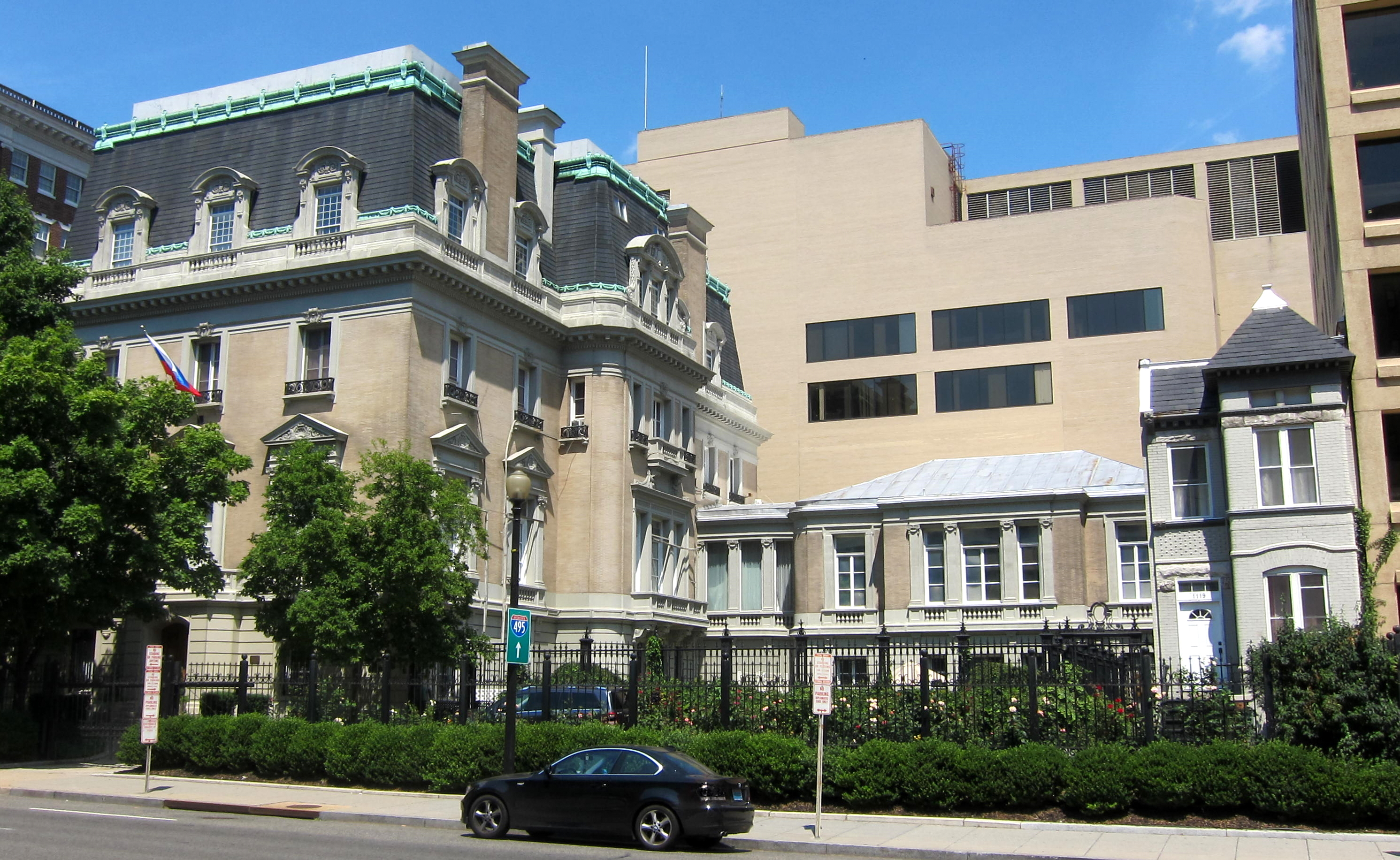
Fosta reședință a lui Umanski de la Washington, D.C.

În 1936 Umanski a fost trimis la Washington, D.C., unde a lîndeplinit funcția de consilier la Ambasada Sovietică. Atunci când misiunea diplomatică a lui Aleksandr Troianovski s-a încheiat, Umanski a acționat în calitate de însărcinat cu afaceri al ambasadei, până când a fost numit de Iosif Stalin la 11 mai 1939 ca ambasador al Uniunii Sovietice în Statele Unite ale Americii; și-a prezentat scrisorile de acreditare președintelui SUA, Franklin D. Roosevelt, pe 6 iunie 1939, devenind, în acel timp, cel mai tânăr ambasador de la Washington, D.C.

La întoarcerea sa la Moscova, a lucrat în Comisariatul Poporului pentru Afaceri Externe. Promovat la rangul diplomatic de ambasador extraordinar și plenipotențiar pe 14 iunie 1943, Umanski a fost numit de Stalin pe 17 iunie 1943 ca ambasador al Uniunii Sovietice în Mexic. Umanski și-a prezentat scrisorile de acreditare președintelui Mexicului, Manuel Ávila Camacho, pe 22 iunie 1943. La ceremonia de prezentare a scrisorilor de acreditare, Umanski și-a susținut discursul în limba engleză, motiv pentru care și-a cerut scuze lui Camacho, promițând că va învăța limba spaniolă; a putut vorbi fluent limba spaniolă abia trei luni mai târziu. Motivul detășării în Mexic a unui diplomat de talia lui Umanski nu a fost clar și s-a sugerat în repetate rânduri că Umanski a fost trimis în Mexic pentru a desfășura acolo activități sub acoperire; cu toate acestea, revista TIME a remarcat faptul că comportamentul lui Umanski ca diplomat a fost întotdeauna ireproșabil. Cu toate acestea, potrivit lui Cordell Hull: 
| “ | [El ne-a] insultat prin modul său de a fi și de a vorbi și a avut o abilitate infailibilă de a crea ostilitate celor cu care a intrat în contact. Arogant, el a cerut concesii ca și cum acestea ar fi fost dreptul său natural .... În opinia mea, el a făcut mult pentru a înrăutăți relațiile ruso-americane. | ” |

S-a sugerat, de asemenea, că Umanski a fost trimis în Mexic, ca parte a unei campanii de îmbunătățire a imaginii Uniunii Sovietice, care se deteriorase puternic după asasinarea lui Lev Troțki în Mexic în 1940. Potrivit lui Germán List Arzubide, Umanski a fost cel mai popular diplomat din Mexic. Ca urmare a eforturilor depuse de Umanski, relațiile sovieto-mexicane redobândiseră pe la sfârșitul anului 1944 un caracter prietenos, iar ambele țări intenționau să-și dezvolte relațiile lor în perioada postbelică.
La 8 iulie 1944, Umanski a fost numit în funcția de ambasador al Uniunii Sovietice în Costa Rica, în paralel cu misiunea diplomatică pe care o îndeplinea în Mexic. Pe 25 ianuarie 1945, Umanski a fost a călătorit la San José, în Costa Rica, pentru a-și prezenta scrisorile de acreditare președintelui Costăi Rica Teodoro Picado Michalski, dar avionul Mexican Air Force, la bordul căruia se afla, s-a prăbușit la decolare în Ciudad de México, ucigându-l pe ambasador, pe soția lui (Raisa Umanskaia) și pe trei funcționari ai ambasadei. Cauza accidentului este încă necunoscută până astăzi și în zilele următoare accidentului zeci de mii de mexicani i-au adus un ultim omagiu lui Umanski la Ambasada Sovietică, în frunte cu președintele Camacho. Într-un necrolog, ziarul mexican Excélsior scria: „Cu Umanski a început o nouă eră în activitatea diplomatică locală. Mulți diplomați străini au trecut prin Mexic, dar cei care au fost aici, la acel moment, trebuie să recunoască că au trăit în lumea diplomatică a erei Umanski”.